# Peperomia portobellensis
Peperomia portobellensis là một loài thực vật có hoa trong họ Hồ tiêu. Loài này được Beurl. miêu tả khoa học đầu tiên năm 1854.